# Ланглуа, Ипполит
Ипполит Ланглуа (фр. Hippolyte Langlois; 1839—1912) — французский генерал, военный писатель и педагог; член Французской академии; сенатор Франции.

## Биография
Ипполит Ланглуа родился 3 августа 1839 года в Безансоне. По окончании Парижской Политехнической школы, вышел офицером в 4-й артиллерийский полк в Валенце.
Франко-прусская война 1870—1871 гг. застала Ланглуа в чине капитана и инструктора верховой езды 17-го полка конной артиллерии в Меце, где он и попал вместе с армией Франсуа Ашиля Базена в немецкий плен во время осады города.
Вернувшись из плена, капитан Ланглуа был зачислен в 17-й артиллерийский полк в Ла-Фере. Здесь ему было поручено сделать сообщение об артиллерии различных европейских держав. Ланглуа отнёсся к этой теме серьёзно и, исследуя свойства артиллерии различных армий по результатам практических стрельб и сравнивая эти свойства с требованиями, которые предъявила к ней франко-прусская война, пришёл к выводу о выгодности уменьшения калибра орудий для увеличения скорострельности.
В 1874 году появляется первый печатный труд Ланглуа — «Les artilleries De campagne De l’Europeen 1874». Он выдвигает автора, и в 1885 году подполковник Ланглуа назначается профессором тактики артиллерии в Высшей военной школе, с кафедры которой он пламенно рассказывал о новой артиллерии — скорострельной, щитовой, главным средством которой является шрапнель.
В 1888 году Ланглуа производится в полковники. В 1892 году он издаёт свой классический труд: «Полевая артиллерия в связи с другими родами войск» («L’Artillerie De campagne en liaison avec les autres armes»), в котором даёт главные основания устройства материальной части новой артиллерии, устанавливает начала её боевой подготовки, приёмы стрельбы и действие в бою. Сочинение это навлекло на автора сильное неудовольствие верхов французской армии, так как шло в разрез с существовавшими тогда взглядами и отразилось на его карьере. Ланглуа дважды представлялся к производству в генералы, но оба раза артиллерийский комитет вписывал его имя в список кандидатов последним, а высшая аттестационная комиссия откладывала его производство.
Профессором в Высшей военной школе Ипполит Ланглуа пробыл шесть лет и в 1891 году он был назначен командиром 4-го артиллерийского полка.
В 1894 году, во многом благодаря энергичному протесту генерала Буссенара, он, наконец, был произведён в генерал-майоры с назначением командиром 13-й артиллерийской бригады, а в 1895 году был назначен командиром 17-й пехотной бригады. Прирождённый артиллерист, он и в новой должности проявил себя не менее страстным пехотинцем. Ланглуа всеми силами старался внушить подчинённым сознание самой тесной и полной связи в бою между всеми родами войск. Впервые во Франции под его непосредственным руководством организуется боевая стрельба пехоты совместно с полевой артиллерией на Мальзевильском плато близ города Нанси. Убеждённый, что пехота может успешно вести наступление на какой угодно местности, если только оно ведётся разумно и поддерживается другими родами войск, Ланглуа организует в своей бригаде специальные военные учения, с целью выяснить возможность и наилучшие приёмы ведения массовой атаки под огнём. Как опытный инструктор, он даёт своим полкам ряд практических указаний в «Беседах», которые могли служить для каждого командира той эпохи весьма ценным руководством. Он старался всемерно вселить подчинённым наступательную идею и лично давал офицерам темы для обсуждения и изучения.
В 1898 году И. Ланглуа назначается начальником Высшей военной школы. В 1901 году он получает в командование XX корпус, стоявший на границе с Германией, в Нанси. Последнее обстоятельство удваивает его энергию; он отдаёт все свои знания и силы на подготовку войск корпуса. Он ставит в основу их обучения боевые требования; манёвры и боевые стрельбы производятся под его личным руководством.
В 1902 году Ланглуа был призван в Военный совет Франции, где пробыл до 1904 года, когда, за достижением предельного возраста, был уволен в почётную отставку; и в том же году он избирается сенатором от департамента Мёрт и Мозель.
В 1911 году он был принят в члены Французской академии. Это избрание было отмечено всей французской прессой, так как с 1635 года Академия избирала военных или за их военную славу, или за их общелитературные работы. Ланглуа не пожинал лавров на полях сражений, он совсем не литератор; все его труды имеют чисто военно-технический характер, в них нет никакой риторики, никакого уклонения от военного дела. Президент академии в следующих выражениях приветствовал Ланглуа: 
«Вы остались чуждым, что так редко бывает у писателей, всему, что чуждо вам… Не в моей компетенции оценить вас — и особая хвала вам заключается в моём признании, что не в моих силах воздать вам эту хвалу».
Ланглуа в своем ответном слове указал, что выбором его в «бессмертные» академия почтила заслуги целого ряда офицеров его поколения, что в высокопочтенном собрании историков, философов, литераторов и поэтов солдат-писатель найдёт всегда точки соприкосновения, ибо военному необходима и история, и философия, по крайней мере, настолько, чтобы осветить психологическую сторону боя и выяснить законы эволюции тактики; военному нужна известная литературность, хотя бы ясность и определённость стиля. Наконец, «солдату приходится быть и немного поэтом».
Ипполит Ланглуа умер 31 января (13 февраля) 1912 года в городе Париже.
Кроме возникшего под его руководством журнала «Revue militaire général», он печатал статьи по военным вопросам в периодических печатных изданиях «Revue Des Deux Mondes» и «Temps».

## Избранная библиография
- «L’Artillerie du campagne en liaison avec les autres armes» (1892 год, переведено на русский язык в 1895 году, под редакцией шт.-капитана С. Беляева).
- «Manoeuvres d’un détachement De toutes armesavec feux réels» (1897 год, переведено на русский язык в 1905 году).
- «Conséquences tactiques Des progrès De l’Armement» (1903 г., перевод на русский язык кап. Изместьевым и М. И. Драгомировым).
- «Enseignements De Deux guerres récentes, — guerre turco-russe et anglo-hoer» (1904).
- «Question De défense nationale» (1906); «La Belgique et la Hollande Devant De pangermanisme» (1907).
- «Quelques questions d’actualité» (1909) и «L’Armée anglaise dans un conflict européen» (1910).